# Eleição municipal de Taboão da Serra em 2016
A eleição municipal de Taboão da Serra em 2016 ocorreu no dia 02 de outubro de 2016, a fim de eleger o prefeito, o vice-prefeito e os vereadores para a cidade de Taboão da Serra, no estado de São Paulo, Brasil.
Foi reeleito Fernando Fernandes, do PSDB, com 53,77% dos votos no primeiro turno, onde eram seus adversários: Aprígio (PSD), Buscarini (PV), Stan (PSOL), Vitor Medeiros (PSL) e Dr. Evilásio (PSB).

## Antecedentes
As Eleições Municipais de Taboão da Serra de 2012 ocorreram no dia 07 de outubro e foi eleito, no primeiro turno, Fernando Fernandes (PSDB), com 60.05% dos votos, vencendo seus dois adversários, Aprígio (PSB) e Stan (PSOL).
Fernando Fernandes tornou-se o candidato favorito à prefeitura principalmente após as diversas críticas atribuídas ao até então atual prefeito de Taboão da Serra, Dr. Evilásio, sobre sua administração.
Em sua campanha, Fernando Fernandes denunciou vários problemas que a cidade enfrentava e se focou na apresentação de projetos para diminuir o IPTU, melhorar a saúde pública e a segurança da cidade, promover a construção de escolas e extinguir a Zona Azul.

## Eleitorado
As eleições municipais do ano de 2016 em Taboão da Serra contaram com 204.238 votos apurados, com apenas 40.121 abstenções (19,64%), de um total de 227.343 habitantes. Destes, 11.545 foram votos brancos e 26.771 votos nulos.

## Candidatos a Prefeito[2]
Foram ao todo seis candidatos que disputaram o carga de Prefeito de Taboão da Serra em 2016:
| Nome               | Partido | Número | Coligação                                                                    |
| ------------------ | ------- | ------ | ---------------------------------------------------------------------------- |
| Dr. Evilásio       | PSB     | 40     | "Mais Forte é o Povo" (PSB / PMDB / PTC / REDE)                              |
| Fernando Fernandes | PSDB    | 45     | "Eu amo Taboão" (PRB / PSC / PR / DEM / PSDB / PPS / SD / PTB)               |
| Buscarini          | PV      | 43     | "De Volta Para o Futuro" (PP / PRTB / PHS / PMN / PV / PRP)                  |
| Aprígio            | PSD     | 55     | "Queremos Vida Nova Pra Taboão" (PDT / PT / PTN / PEN / PPL / PSD / PC do B) |
| Vitor Medeiros     | PSL     | 17     | "Renova Taboão" (PMB / PSL)                                                  |
| Stan               | PSOL    | 50     | "Frente de Luta Socialista" (PSTU / PSOL)                                    |

## Contagem de votos para Cargo de Prefeito[2][3]
|        | Posição | Nome               | Porcentagem | N° de Votos |
| ------ | ------- | ------------------ | ----------- | ----------- |
| ELEITO | 1°      | Fernando Fernandes | 53.77%      | 67.643      |
|        | 2°      | Aprígio            | 23.63%      | 29.724      |
|        | 3°      | Buscarini          | 18.45%      | 23.205      |
|        | 4°      | Stan               | 2.19%       | 2.758       |
|        | 5°      | Vitor Medeiros     | 1.96%       | 2.471       |
|        | 6°      | Dr. Evilásio       | 0%          | 0           |

| Votos   | Porcentagem | N° de Votos |
| ------- | ----------- | ----------- |
| Válidos | 125.801     | 76.65%      |
| Brancos | 11.545      | 7.03%       |
| Nulos   | 26.771      | 16.31%      |
| Total   | 164.117     | 100%        |

## Candidatos Eleitos a Cargo de Vereador[2]
| Nome                    | Partido | Número | Porcentagem | N° de Votos |
| ----------------------- | ------- | ------ | ----------- | ----------- |
| Dr. Eduardo Nobrega     | PSDB    | 45671  | 4.32%       | 6.033       |
| Joice Silva             | PTB     | 14140  | 3.07%       | 4.294       |
| Marcos Paulo - Paulinho | PPS     | 23789  | 2.97%       | 4.148       |
| Carlinhos do Leme       | PSDB    | 45123  | 2.79%       | 3.903       |
| Alex Bodinho            | PPS     | 23600  | 2.67%       | 3.734       |
| Dr. Ronaldo Onishi      | SD      | 77077  | 2.52%       | 3.528       |
| Erica Franquini         | PSDB    | 45400  | 2.47%       | 3.446       |
| Cido da Yafarma         | DEM     | 25100  | 2.40%       | 3.349       |
| Professor Moreira       | PSD     | 55555  | 1.99%       | 2.780       |
| Dr. André da Sorriso    | PSDB    | 45700  | 1.88%       | 2.625       |
| Johnatan Noventa        | PTB     | 14690  | 1.81%       | 2.533       |
| Priscila Sampaio        | PRB     | 10123  | 1.69%       | 2.363       |
| Rita de Cássia          | PSDB    | 45222  | 1.53%       | 2.138       |

| Votos   | Porcentagem | N° de Votos |
| ------- | ----------- | ----------- |
| Válidos | 139.756     | 85.16%      |
| Brancos | 10.932      | 6.66%       |
| Nulos   | 13.429      | 8.18%       |
| Total   | 164.117     | 100%        |